# Oberea subsuturalis
Oberea subsuturalis är en skalbaggsart som beskrevs av Stefan von Breuning 1954. Oberea subsuturalis ingår i släktet Oberea och familjen långhorningar.
Artens utbredningsområde är Kenya. Inga underarter finns listade i Catalogue of Life.